# Hüseynxanlı
Hüseynxanlı è un comune dell'Azerbaigian situato nel distretto di Zərdab. Conta una popolazione di 424 abitanti.